# Helmer Persson
Oskar Helmer Persson, född 4 januari 1904 i Nederkalix församling, Norrbottens län, död där 23 september 1991, var en svensk redaktör och kommunistisk riksdagspolitiker.
Helmer Persson var ledamot av riksdagens första kammare 1949–1962, invald i Västerbottens läns och Norrbottens läns valkrets.
Han är begravd på Älvkyrkogården i Kalix.